# Chotilsko
Chotilsko – miejscowość i gmina (obec) w Czechach, w kraju środkowoczeskim, w powiecie Przybram. W 2022 roku liczyła 567 mieszkańców.